# Thomas Lövkvist

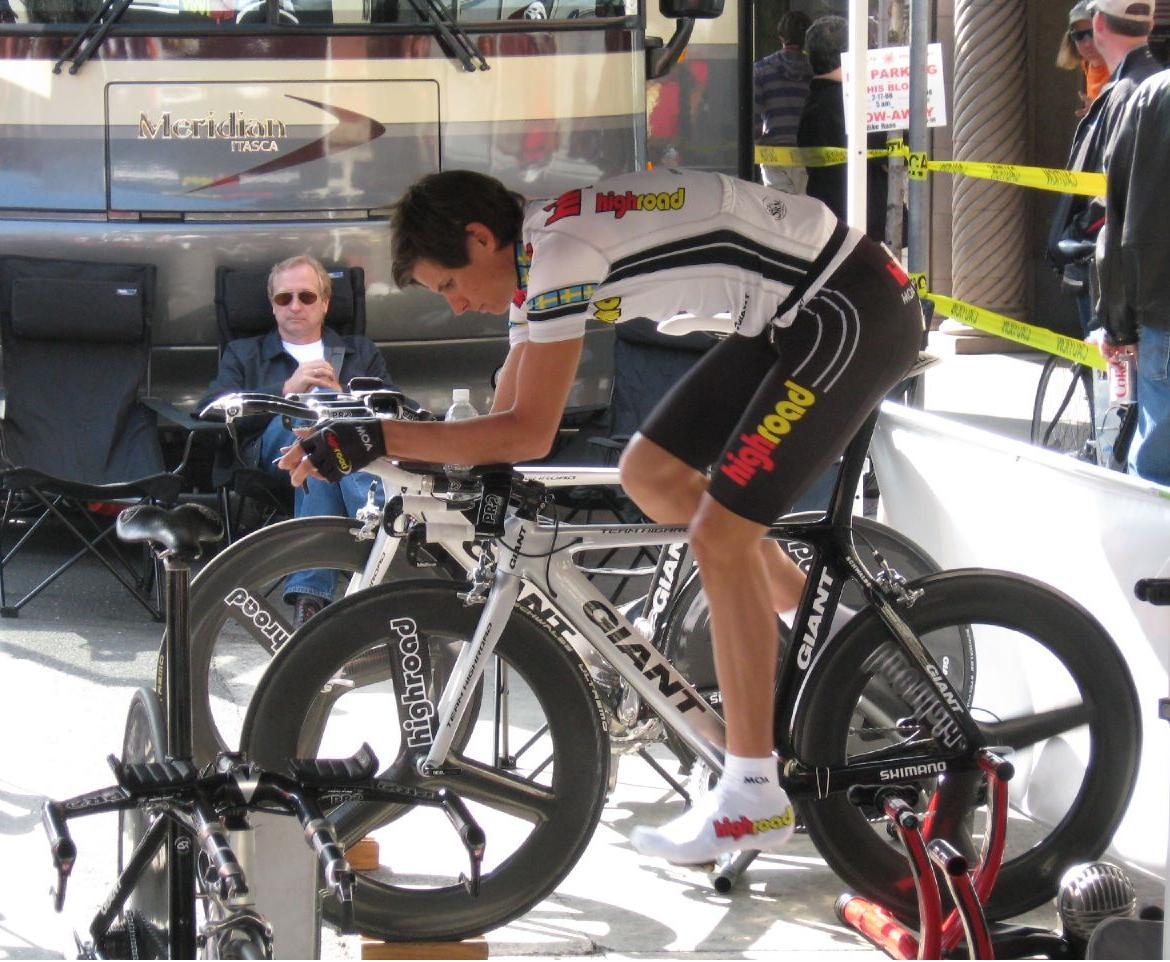
Lövkvist bei der Kalifornien-Rundfahrt 2008

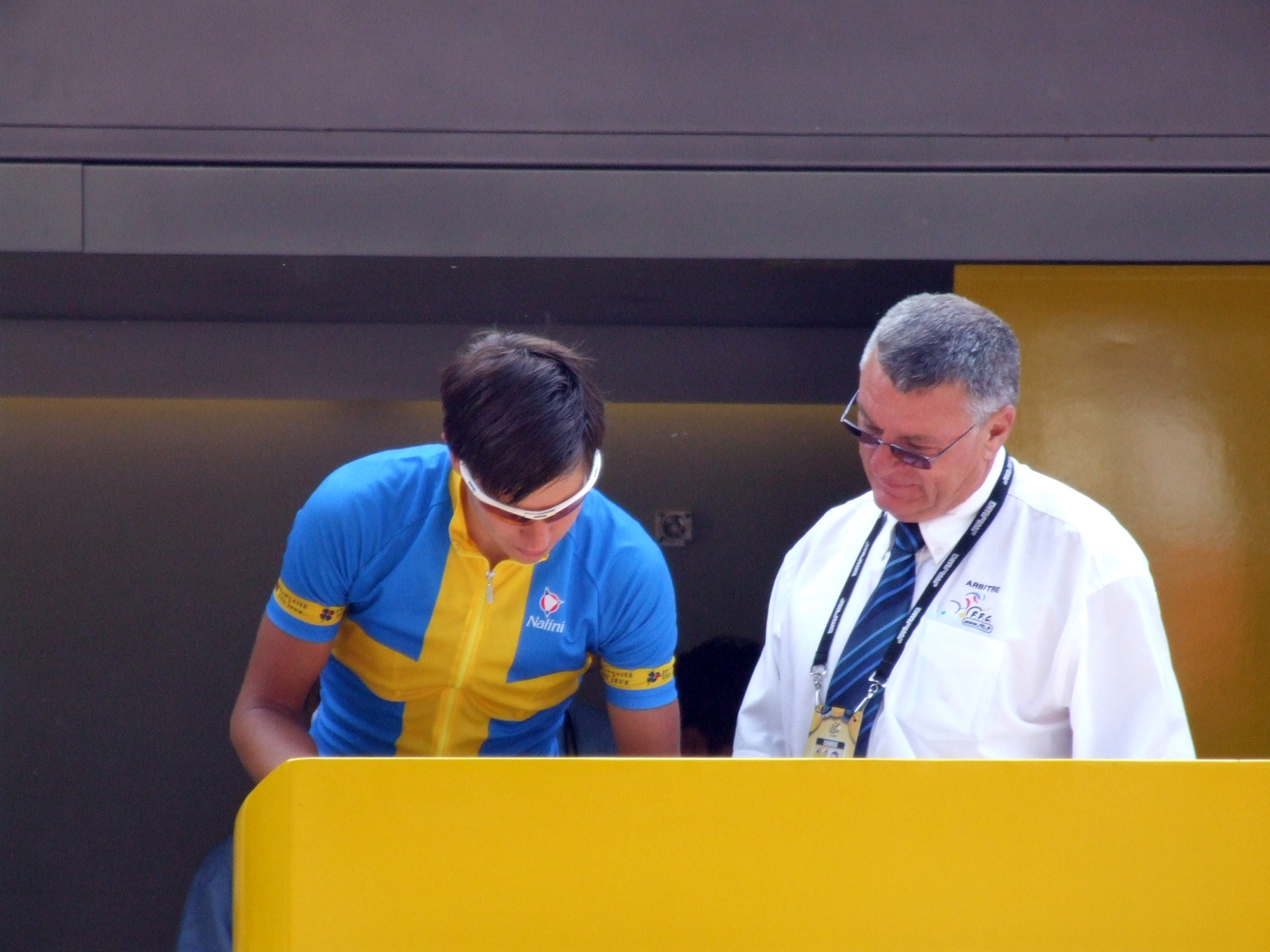
Lövkvist auf der 11. Etappe der Tour de France 2006 in Tarbes

Karl Thomas Henry Lövkvist, auch Löfkvist, (* 4. April 1984 in Visby) ist ein ehemaliger schwedischer Radrennfahrer.

## Karriere
2003 und 2006 siegte Lövkvist im traditionsreichen Solleröloppet. Er begann seine internationale Karriere 2004 beim französischen Team fdjeux.com. Schon in dieser Saison gelang ihm beim Circuit Cycliste Sarthe ein Solosieg auf der letzten Etappe, wodurch er sich auch die Gesamtwertung sicherte. Im selben Jahr gewann er eine Etappe des Nachwuchs-Etappenrennens Tour de l’Avenir, welches er als Gesamtzweiter abschloss. Außerdem wurde er schwedischer Meister im Einzelzeitfahren.
Im Jahr 2005 belegte Lövkist bei den ProTour-Wettbewerben Polen-Rundfahrt und Züri-Metzgete die Ränge vier und acht. Nach diesen Erfolgen wurde Lövkist zum Teil schon als der kommende Tour-de-France-Sieger angesehen. Sein Talent, Trainingsfleiß und Rennintelligenz wurden gelobt.
Diese Erwartungen konnte er in den Folgejahren nicht erfüllen, erzielte jedoch weitere Erfolge. 2006 wurde er schwedischer Meister im Straßenrennen und gewann 2007 eine Etappe des Critérium International. 2009 gewann er das italienische Eintagesrennen Monte Paschi Eroica durch eine Attacke am Zielanstieg in Siena. Beim Giro d’Italia 2009 eroberte er auf der dritten Etappe für einen Tag das Maglia Rosa des Gesamtführenden und führte lange Zeit in der Nachwuchswertung, bevor er auf der 16. Etappe einbrach und 25 Minuten verlor.  Bei der Tour de France 2010 erreichte er als 17. seine beste Platzierung bei einer Grand Tour. Nach zwei Jahren mit weniger Erfolgen gewann er 2013 die Mittelmeer-Rundfahrt.
Zweimal – 2004 und 2008 – startete Lövkvist bei Olympischen Spielen. 2004 in Athen konnte er das Straßenrennen nicht beenden und belegte im Einzelzeitfahren Rang 33, vier Jahre später in Peking wurde er 37. im Straßenrennen.
Ende 2014 beendete er seine Laufbahn als Radrennfahrer, nachdem er schon eine längere Pause wegen „Übertrainings“ einlegen musste und wurde Sportlicher Leiter des neugegründeten schwedischen Continental Teams Tre Berg-Bianchi.

## Erfolge
2004
- Gesamtwertung und eine Etappe  Circuit Cycliste Sarthe
- Schwedischer Meister – Zeitfahren
- eine Etappe Tour de l’Avenir

2006
- Schwedischer Meister – Straßenrennen

2007
- eine Etappe Critérium International

2008
- Nachwuchswertung Tirreno–Adriatico
- Punktewertung und  Nachwuchswertung Deutschland Tour

2009
- Monte Paschi Eroica
- Nachwuchswertung Tirreno–Adriatico
- Mannschaftszeitfahren Giro d’Italia
- eine Etappe Sachsen-Tour

2013
- Gesamtwertung Tour Méditerranéen

## Grand-Tour-Platzierungen
| Grand Tour            | 2005 | 2006 | 2007 | 2008 | 2009 | 2010 | 2011 | 2012 | 2013 | 2014 |
| --------------------- | ---- | ---- | ---- | ---- | ---- | ---- | ---- | ---- | ---- | ---- |
| Giro d’ItaliaGiro     | –    | –    | –    | –    | 25   | –    | 21   | –    | –    | –    |
| Tour de FranceTour    | 61   | 63   | 64   | –    | –    | 17   | –    | –    | –    | –    |
| Vuelta a EspañaVuelta | –    | –    | 54   | –    | –    | DNF  | 52   | –    | –    | –    |

## Teams
- 2004 FDJeux.com
- 2005–2007 Française des Jeux
- 2008 Team Columbia
- 2009 Team Columbia-HTC
- 2010 Sky Professional Cycling Team
- 2011–2012 Sky ProCycling
- 2013–2014 IAM Cycling